# Joël Orgiazzi
Joël Orgiazzi, né le 19 mars 1957 dans le 2e arrondissement de Lyon est un artisan ferronnier d'art français. Il travaille le fer forgé dans son entreprise, « Les ateliers Orgiazzi », créée en 1965. Il est « une référence en ferronnerie d'art en France ». Il est également le président du Comité Bellecour.

## Enfance et formation
Joël Orgiazzi naît en 1957 à l'Hôtel-Dieu de Lyon et passe son enfance dans le quartier d'Ainay de Lyon où son père tient un atelier en fond de cour. À 15 ans, il apprend son métier en tant qu'apprenti dans la forge paternelle, rue Plessier, et passe à 18 ans son certificat d'aptitude professionnelle, avant d'entamer son Tour de France en Compagnonnage.

## L'entreprise et la société
Les ateliers Orgiazzi voient le jour dans une forge fondée en 1965 par le père de Joël Orgiazzi, située dans la Presqu'île lyonnaise, rue Général-Plessier. Celui-ci transforme l'entreprise individuelle en société en 1985. En 2003, la société qui possède aussi un atelier de production à Montargis s'internationalise, et crée une filiale à Coaticook au Québec. Un showroom situé à Manhattan permet une présentation pour le public américain. En 2004, environ 80 % de la production est destinée à l'exportation. À la suite de difficultés financières, la filiale alors pilotée à distance est confiée à un tiers chargé d'en assurer le redressement,.

## Produits et clients
Les ateliers réalisent sur commande des pièces uniques : portails d'entrée, rampes d'escalier, meubles, lustres et lanternes... Utilisant aussi bien le fer que l'acier ou d'autres métaux, une grande partie de la production correspond à des styles classiques. Elle comporte aussi des objets aux formes contemporaines, très épurées, notamment pour les Etats-Unis.
Parmi les clients, on trouve aussi bien de riches particuliers que des institutions responsables d'un patrimoine historique. 
Joël Orgiazzi a notamment travaillé pour les décorateurs Juan Pablo Molyneux et Tino Zervudachi.

## Distinctions
- Chevalier de l'ordre national du Mérite, il a notamment été « Meilleur ouvrier de France »[7].

## Vidéos
- Le Ferronnier et le Rêve Américain - Portrait d'un Artisan D'art (DVD)
- La Ferronnerie, vidéo SÉCAM de 14 min tournée dans l'atelier de ferronnerie de Mario et Joël Orgiazzi à Lyon (OCLC 691793790)